# Celoron
Celoron es una villa ubicada en el condado de Chautauqua en el estado estadounidense de Nueva York. En el año 2000 tenía una población de 1,295 habitantes y una densidad poblacional de 672 personas por km².

## Geografía
Celoron se encuentra ubicada en las coordenadas 42°6′24″N 79°16′53″O / 42.10667, -79.28139.

## Demografía
Según la Oficina del Censo en 2000 los ingresos medios por hogar en la localidad eran de $31,544, y los ingresos medios por familia eran $33,333. Los hombres tenían unos ingresos medios de $30,980 frente a los $21,719 para las mujeres. La renta per cápita para la localidad era de $15,098. Alrededor del 13.2% de la población estaban por debajo del umbral de pobreza.